# ماني غامبوريان
ماني غامبوريان (بالأرمنية: Մանվել Գամբուրյան؛ مواليد 8 مايو 1981) هو مُقاتل فنون قتالية مختلطة أمريكي سابق.

## وصلات خارجية
- ماني غامبوريان على موقع JudoInside.com (الإنجليزية)
- ماني غامبوريان على موقع يو إف سي (الإنجليزية)
- ماني غامبوريان على موقع شيردوغ (الإنجليزية)
- ماني غامبوريان على موقع Tapology.com (الإنجليزية)
- ماني غامبوريان على موقع IMDb (الإنجليزية)
- ماني غامبوريان على موقع IMDb (الإنجليزية)
- ماني غامبوريان على موقع قاعدة بيانات الفيلم (الإنجليزية)